# Antiga rectoria (Palau de Noguera)
L'Antiga rectoria és una obra de Palau de Noguera, al municipi de Tremp (Pallars Jussà) protegida com a Bé Cultural d'Interès Local.

## Descripció
L'Antiga Rectoria està situada en el carrer Major, al centre del nucli de Palau de Noguera. Es tracta d'un habitatge unifamiliar, originàriament construït entre mitgeres, de planta baixa i dos pisos.
La fesomia originària ha estat greument alterada, arrebossant tota la façana. S'han conservant només alguns elements patrimonials com la portalada adovellada, amb escut sobre la dovella clau, seguint l'estil dels grans casals rurals construïts o reformats en plena època renaixentista, o les balconeres de fusta.

## Història
Fou la rectoria de la vila.